# Saudi Aramco
Saudi Aramco este o companie petrolieră deținută de statul saudit, înființată în anul 1933 în colaborare cu o companie de petrol americană, actualmente parte a Chevron. Compania este cea mai mare companie de petrol din lume după producția de petrol (3,2 miliarde barili anual), rezerve (259,9 miliarde barili), capacitate de procesare (10,8 milioane barili pe zi), exporturi de țiței (2,5 miliarde barili în 2006), exporturi de Gaz Petrolier Lichefiat (GPL) (285 milioane barili în 2006) conform datelor de pe site-ul acesteia. Saudi Aramco este prezentă în 66 de țări.
Numele companiei a fost la început Casoc, din 1944 a fost Aramco (prescurtarea de la Arabian American Oil Company), iar din 1988 numele a fost schimbat în Saudi Aramco.
Număr de angajați în 2008: 51.000